# Battaglia di Faenza (542)
Nella primavera del 542, nella battaglia di Faenza (allora Faventia), un esercito ostrogoto guidato da re Totila sconfisse le più numerose forze bizantine dei generali Constanzo ed Alessandro, dando il via alla rinascita dell'offensiva gotica, che contrastava la conquista bizantina dell'Italia.

## Battaglia
Nel 541 Totila fu eletto re degli Ostrogoti. Nel frattempo i Bizantini, verso la fine del 541, tentarono di impadronirsi di Verona ma senza successo. Quando Totila fu informato degli avvenimenti di Verona, chiamò a sé gran parte dei Goti ivi di guarnigione, mettendo così assieme un esercito di 5 000 Goti, e conducendoli a Faenza, dove si era ritirato l'esercito imperiale. Procopio inserisce nella narrazione un'arringa del soldato armeno Artabaze, in cui metteva in guardia i suoi superiori dal non sottovalutare i Goti solo perché inferiori di numero. Artabaze suggerì ai suoi comandanti di porre truppe dall'altro lato del fiume, e di assalire l'esercito goto mentre si accingeva a valicare il fiume per impedire di riunirsi in un solo corpo. Il consiglio di Artabaze non fu però accolto dai suoi comandanti, i quali, divisi su come operare, non prepararono adeguatamente la loro armata all'imminente battaglia, venendo accusati da Procopio di consumare oziosi il loro tempo.
Sempre Procopio riporta un'arringa di Totila al proprio esercito, in cui esortava le proprie truppe a dare il massimo nella battaglia imminente, consapevoli che se la battaglia fosse stata persa, sarebbe stata persa definitivamente anche la guerra, a causa della disparità delle forze; tuttavia il re era fiducioso nel fatto che in caso di vittoria i Goti avrebbero potuto guadagnare terreno, accrescersi di numero e riconquistare finanche l'Italia intera, considerando anche le divisioni tra i generali bizantini nonché il malcontento della popolazione italica per l'oppressione fiscale bizantina.
Totila comandò a trecento soldati di valicare il fiume, di accostarsi all'accampamento nemico e di dardeggiarlo, nella convinzione che lo scompiglio creato lo avrebbe fatto desistere da ogni pensiero di valorose gesta. Nel frattempo, attraversato il fiume con il resto della sua armata, Totila marciò immediatamente contro il nemico. A un certo punto un goto di nome Uliare, spronato il cavallo e lasciata l'ordinanza, si fermò in mezzo ai due schieramenti asserendo di voler sfidare a duello qualcuno degli avversari; solo l'armeno Artabaze accettò la sfida, mentre i suoi commilitoni erano immobili sopraffatti dalla paura. Ebbe la meglio Artabaze che ferì mortalmente Uliare. Tuttavia, nel tentativo di dare il colpo di grazia per sicurezza al nemico, si ferì accidentalmente e gravemente anch'egli, venendo costretto a indietreggiare. Uliare morì come anche Artabaze, dopo tre giorni di agonia. Mentre Artabaze veniva curato, proseguiva la battaglia tra i due schieramenti. A decidere la battaglia fu la comparsa dei trecento soldati goti che attaccarono inaspettatamente l'esercito imperiale alle spalle; i soldati bizantini, convinti erroneamente che quei 300 soldati goti fossero in numero maggiore, volsero vergognosamente in fuga, venendo inseguiti dal nemico e subendo molte perdite. I Goti fecero molti prigionieri di guerra e per di più si impadronirono di tutte le insegne imperiali. I comandanti imperiali, con l'esercito decimato, trovarono riparo in varie fortezze, di cui assunsero la difesa.